# Elevador da Ribeira

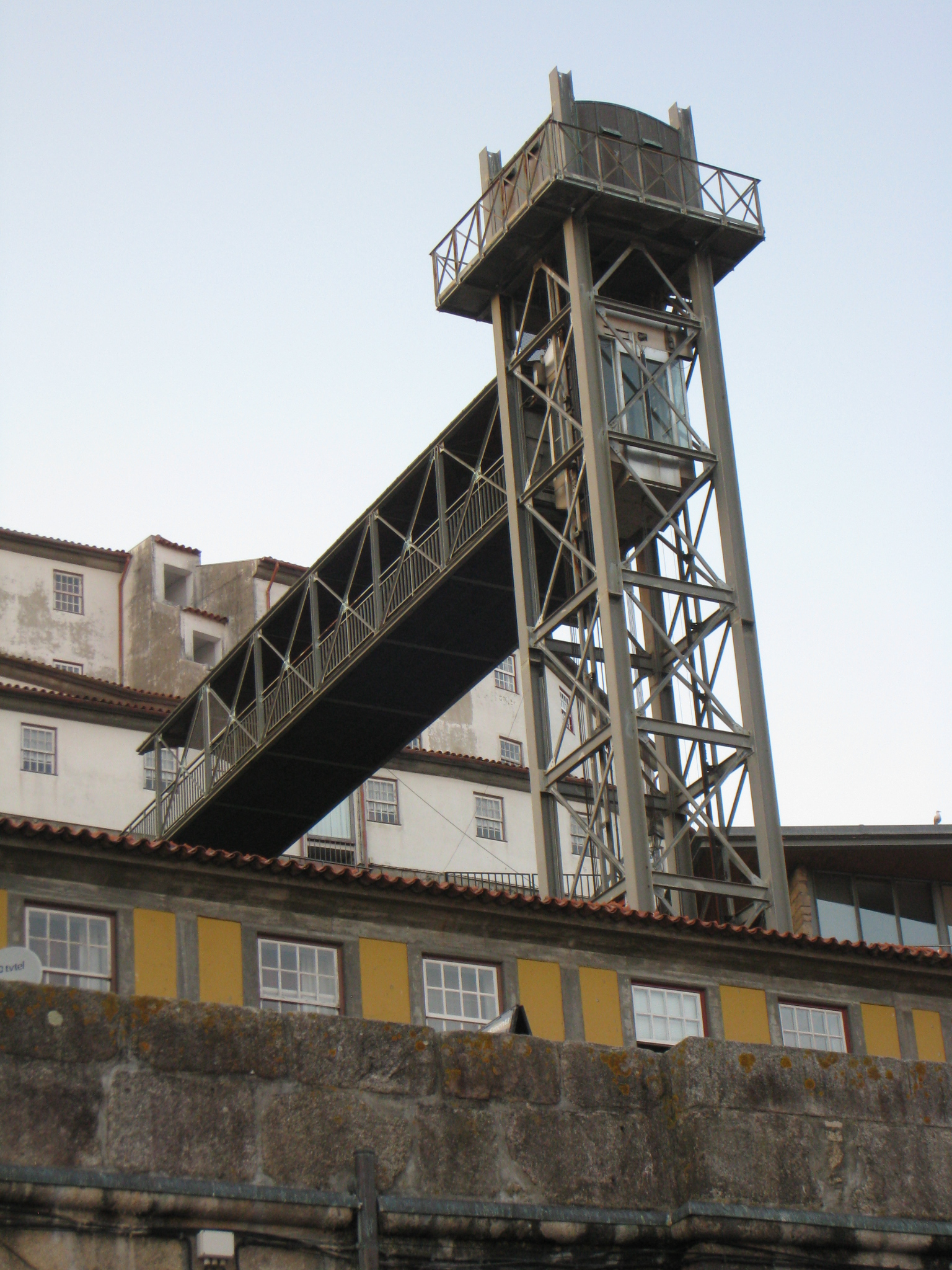
Elevador da Ribeira

Elevador da Ribeira (także Elevador da Lada) – zabytkowa winda i bezpłatny publiczny transport miejski zlokalizowany w mieście Porto w Portugalii. Łączy dzielnicę Ribeira (pod numerem 66 Largo dos Arcos da Ribeira, obok Ponte Dom Luís I) do połowy zbocza Barredo, za pomocą windy pionowej i kładki dla pieszych.
Winda jest czynna od poniedziałku do piątku w godzinach 8-20.